# Master Chief
De Master Chief of, Master Chief Petty Officer Spartan John-117, is een personage en hoofdpersoon uit het fictieve Halo-universum. Onder de leden van de Covenant staat hij bekend als de Demon voor het vernietigen van de eerste Halo ring, als
Reclaimer bij 343 Guilty Spark en als Spartan bij de Arbiter.
Master Chief is ontwikkeld door Bungie en is een speelbaar personage uit de videospellen Halo: Combat Evolved, Halo 2 en Halo 3. Master Chief komt ook voor in de boeken Halo: The Fall of Reach, Halo: The Flood, Halo: First Strike, Halo: Uprising en heeft een cameo in Halo: Ghosts of Onyx en Halo Graphic Novel.
In de spellen is de stem van Master Chief die van DJ Steve Downes.
In het spel Halo 3: ODST is de Master Chief niet meer het hoofdpersonage. Hier wordt die rol vervuld door een Orbital Drop Shock Trooper, genaamd "The Rookie".

## Fysiologie
Master Chief is een geavanceerde supersoldaat, die vanaf een leeftijd van zes jaar getraind is in oorlogsvoering. Hij is een mens en is geboren op de kolonie Eridanus II van de Aarde in het jaar 2511. Hij draagt het MJOLNIR-Powered Assault Amor, een groen pak en een groene helm met een gouden vizier. Aan het einde van het spel Halo: Combat Evolved doet in een cutscene de Master Chief zijn helm af. Door het veranderen van perspectief is zijn gezicht echter nu ook nog niet zichtbaar, bovendien is door het deels modden van de engine van de game (PanCam) te zien dat Bungie niet de moeite heeft genomen voor het maken van een tweede karakter, zonder helm. Te zien is dan dat de helm wel wordt afgedaan door John, maar er verschijnt eenzelfde karakter (met helm).
Wanneer Halo 4 wordt uitgespeeld op het legendarische niveau krijgt de speler een cutscene te zien waar de Master Chief zijn armour uitdoet. Gedurende deze cutscene krijgt de speler slechts de ogen van de Master Chief te zien.

## Verschillen tussen Halo: Combat Evolved, Halo 2 en Halo 3
In Halo: Combat Evolved is de Master Chief het enige speelbare personage. Dit geldt ook voor de eerste persoon in Halo 3. In Halo 3 is de Master Chief het enige speelbare personage voor de eerste persoon, maar heeft wel bijna altijd de computergestuurde Arbiter bij zich.
In Halo 2 is de Master Chief een van de twee speelbare personages. De andere is de Arbiter. Hij is een elite die de leider was van de Covenant vloot die het menselijke schip, de Pillar of Autumn, aanviel. Door de vernietiging van de ring Halo, werd de arbiter oftewel Thel 'Vadam uit zijn rang gehaald en werd vervolgt voor verraad. Hij kreeg de doodstraf van de Hoge Raad, maar kreeg later van de drie profeten Truth, Mercy en Regret (Waarheid, Genade en Spijt) de taak om Arbiter te zijn en zelfmoordmissies uit te voeren voor ze. Thel 'Vadam accepteerde dit. Deze missies worden uitgevoerd in Halo 2 door de speler. Bij sommige missies is dus de Master Chief het speelbare personage en soms Arbiter.

## Trivia
- Het pak van Master Chief en een energiezwaard uit Halo zijn een kledingstuk en wapen in de speciale versie van Fable II. Hier wordt Master Chief genoemd als "Hal", zoals in Hal's sword en Hal's suit. In de Knothole Island premium download zit ook nog een wapen genaamd "Hal's Rifle", wat in Halo een Assault Rifle is.
- Master Chief wordt als personage gezien als icoon, net zoals Lara Croft, Sonic en Mario.
- In Madame Tussauds in Las Vegas staat een wassenbeeld van de Master Chief waarmee hij het allereerste gamepersonage in Madame Tussauds is.[1]
- In Halo: Uprising en Halo 3 wordt Master Chief, Sierra 117 genoemd. Een titel gemaakt met het spellingsalfabet van de NAVO.
- Master Chief komt voor in een parodie van het televisieprogramma MADtv.